# Jim Breuer
Jim Breuer (Valley Stream, 21 giugno 1967) è un comico e attore statunitense, noto per aver fatto parte del cast del Saturday Night Live dal 1995 al 1998 e per avere poi condotto il Jim Breuer Show su MTV.

## Carriera

### Carriera televisiva
La carriera di Breuer è iniziata nel noto programma televisivo settimanale Uptown Comedy Club, con sede ad Harlem, New York. Si è poi unito al cast del Saturday Night Live dal 1995 al 1998. Su SNL, i personaggi di Breuer includevano "Goat Boy" (che ha ospitato il programma di MTV dal titolo Hey, Remember the 80s?) e Glen Henderson, il fratello maggiore del personaggio di Todd Henderson/Azrael Abyss di Chris Kattan negli sketch di "Goth Talk".
In precedenza aveva recitato in Home Improvement, dando origine alla sitcom Buddies (che ha avuto una breve durata). Inizialmente era stato assunto per essere il co-protagonista insieme all'amico e collega Dave Chappelle, ma è stato rimosso dal ruolo dopo aver girato l'episodio pilota. Tra le sue imitazioni c'era quella dell'attore Joe Pesci, spesso accompagnato da Colin Quinn nel ruolo del collega e attore Robert De Niro. In un episodio del 1997 del Saturday Night Live, sia Pesci che De Niro fecero una comparizione per "affrontare" Breuer.
Nel 1998 Breuer ha condotto The Jim Breuer Show su MTV, in cui interpretava diversi personaggi e ospitava numerosi comici di stand-up, tra cui Judah Friedlander, Jeff Ross e Tracy Morgan. Inoltre ha partecipato a diversi episodi di Premium Blend su Comedy Central e ha fatto diverse apparizioni in altri spettacoli comici.
Breuer ha condotto la terza stagione dello spettacolo Web Junk 20 su VH1, sostituendo Patrice O'Neal che aveva condotto le prime due stagioni e, nel 2002, ha presentato in anteprima il suo primo speciale di un'ora per Comedy Central dal titolo Hardcore. Lo stesso anno, ha pubblicato un album comico intitolato Smoke 'n' Breu.
Nel 2005 Breuer è apparso nel documentario di VH1 When Metallica Ruled the World, in cui ha parlato dell'evoluzione delle canzoni dei Metallica nel corso degli anni.
Il 25 luglio 2009 è stato presentato il secondo speciale di Breuer per Comedy Central, dal titolo Let's Clear the Air.
A partire dal 2016, è apparso nel ruolo ricorrente di padre Philip nella sitcom della CBS Kevin Can Wait, ambientata e filmata nella contea di Nassau, New York, (di cui Breuer è originario).
Breuer è apparso anche negli spot di Pizza Hut, pubblicizzando le pizze ripiene di crosta di formaggio usando lo slogan "Jackpot!"

### Carriera radiofonica
Breuer è stato un comico dell'Opie and Anthony Show per molti anni durante il loro spettacolo alla stazione radiofonica WNEW-FM. In seguito alla fusione con Sirius XM, è tornato a partecipare allo show, rimanendo un ospite frequente del programma.
Dal 2009 è il conduttore di Fridays with Jim Breuer (precedentemente noto come Breuer Unleashed ) in onda ogni venerdì pomeriggio dalle 16 alle 18 (fuso orario della costa est) sul canale della radio satellitare Sirius "Raw Dog Comedy". Durante lo spettacolo del 12 aprile 2017, mentre Breuer stava cantando la canzone dei Judas Priest "Devil's Child", Rob Halford, cantante storico della band, entrò nello studio e si unì a Breuer nella canzone.

### Altri lavori
Nel 2008 Breuer ha fatto il suo primo tour (durato sei anni) noto come "Breuniversity Tour", dove ha girato oltre 20 college e locali di cabaret in tutto il paese. Il filmato tratto dagli spettacoli è stato utilizzato poi nel documentario More Than Me, così come nel DVD dal titolo The Jim Breuer Road Journals, entrambi pubblicati nel 2010.
Il 5 ottobre 2010 ha pubblicato un libro intitolato I'm Not High (But I've Got a Lot of Crazy Stories about Life as a Goat Boy, a Dad, and a Spiritual WarriorNot (ovvero: Non sono sballato (Ma ho un sacco di storie folli sulla vita come un ragazzo-capra, un papà e un guerriero spirituale).
Nel gennaio 2011 ha lanciato un podcast intitolato The Podcast Masters con il collega comico Pete Correale e, nel dicembre dello stesso anno, ha presentato lo spettacolo per il 30 ° anniversario dei Metallica. Inoltre, ha fatto lo spettacolo d'apertura per il tour della band nel 2018.

## Vita privata
Dal 2005 Breuer vive a Chester Township, nel New Jersey, con sua moglie Dee e tre figlie.
È un grande fan dei New York Mets.

## Discografia
- Jim Breuer e The Loud & Rowdy - Songs From The Garage (2016; Metal Blade Records).[16]

## Filmografia

### Cinema
- Half Baked, regia di Tamra Davis (1998)
- Le ragazze della Casa Bianca (Dick), regia di Andrew Fleming (1999)
- 20/20 Target Criminale (Once in the Life), regia di Laurence Fishburne (2000)
- One Eyed King - La tana del diavolo (One Eyed King), regia di Bobby Moresco (2001)
- American Dummy, regia di Adam Dubin - cortometraggio (2002)
- Crooked Lines, regia di Harry O'Reilly (2003)
- Beer League, regia di Frank Sebastiano (2006)
- The English Teacher, regia di Craig Zisk (2013)
- School Dance, regia di Nick Cannon (2014)
- Quitters, regia di Noah Pritzker (2015)
- Rock and a Hard Place, regia di Berdella Endress e Keith Romine (2016)

### Televisione
- Welcome Freshmen – serie TV, episodi 2x04-2x13 (1992)
- The Uptown Comedy Club – serie TV, 11 episodi (1992)
- Hardball – serie TV, episodio 1x01 (1994)
- Quell'uragano di papà (Home Improvement) – serie TV, episodio 4x20 (1995)
- Buddies – serie TV, 1 episodio (1996)
- Saturday Night Live – programma TV, 57 puntate (1995-1998)
- Chappelle's Show – serie TV, episodi 1x08-2x07 (2003-2004)
- Web Junk 20 – serie TV (2006)
- Larry the Cable Guy's Christmas Spectacular, regia di C.B. Harding – film TV (2007)
- Benders – serie TV, episodio 1x07 (2015)
- Liv e Maddie (Liv and Maddie) – serie TV, episodio 4x12 (2017)
- Kevin Can Wait – serie TV, 4 episodi (2016-2017)

## Doppiatori italiani
Nelle versioni in italiano delle opere in cui ha recitato, Jim Breuer è stato doppiato da:
- Maurizio Romano in Half Baked
- Vittorio De Angelis ne Le ragazze della Casa Bianca
- Nanni Baldini in The English Teacher
- Sergio Lucchetti in Liv e Maddie